# Farmagia
Farmagia es un videojuegos de rol desarrollado y publicado por Marvelous, con diseños de personajes de Hiro Mashima. Se lanzó en todo el mundo para Nintendo Switch, PlayStation 5 y Steam el 1 de noviembre de 2024. Una adaptación a serie de televisión de anime producida por Bridge se estrenó en enero de 2025.

## Jugabilidad
Farmagia es un juego de rol de acción para un solo jugador y un simulador de vida en la granja en el que el jugador cultiva monstruos a partir de semillas. Los monstruos se dividen en varias categorías: Battle Buddies, que se utilizan para luchar contra los enemigos que se encuentran en los laberintos; Agri-Buddies, que ayudan al jugador con la agricultura; y Research Buddies, que otorgan puntos que se utilizan para comprar habilidades agrícolas y de batalla adicionales. Además de usar monstruos para la ofensiva y la defensa, el jugador puede realizar un Legion Attack, durante el cual todos los monstruos del jugador atacan a la vez; un Unite Blitz, que combina monstruos del mismo tipo en un solo Union Buddy más fuerte; y una Fusion Summon, que combina todos los monstruos de diferentes tipos en un Fusion Buddy que apunta a todos los enemigos en el campo de batalla.
La historia del juego está dividida en doce capítulos, que presentan escenas de estilo novela visual en 2D. A medida que el jugador avanza en la historia, forma pactos con Elemental Spirits que desbloquean el acceso a más Fusion Buddies. El juego también cuenta con un sistema de afecto en el que el jugador mejora a sus compañeros de fusión profundizando sus relaciones con un determinado espíritu elemental. Además, los personajes del jugador y los monstruos reciben beneficios temporales al equipar habilidades de hadas, que se adquieren de las hadas que se encuentran en los laberintos o se compran al tendero Charlot, y se reinician después de que el jugador sale de un laberinto.

## Sinopsis
Tras la muerte del Magus Diluculum, el general de Oración Seis, Glaza, establece un régimen opresivo sobre Felicidad como su nuevo Magus, mientras que Nares lidera a Avrion en una rebelión contra él. Ten lucha contra la legión de Glaza cuando invaden Centvelt, pero es derrotado por Zanas. Nares rescata a Ten y lo acepta en el ejército de Avrion junto con Leii, Arche, Chica y Anzar. Después de expulsar a las fuerzas de Zanas de Avrion, al grupo de Ten se le confía la tarea de liberar otros continentes liberando los santuarios de sus Espíritus Elementales del control enemigo y eliminando a sus generales gobernantes de Oración. También se reúnen con su amigo desaparecido Emero, ahora un soldado de Perfectus, que deserta a Avrion después de enterarse de que Manas ha estado convirtiendo a sus súbditos en semi-bestias sin mente en experimentos para crear el Hyperion, la Farmagia definitiva.
Después de matar a Manas y Corpus, el grupo de Ten se entera de que Glaza ha chantajeado a Arche para que descifre el grimorio de Diluculum, que contiene conocimiento sobre el Festival de la Cosecha, un hechizo que cosecha las almas de todos los habitantes y monstruos de un continente. Durante la operación del grupo en Sonrisa, L'Oreille asesina a Lisan y traiciona a Glaza en una alianza con Zanas, dejando que Glaza sea asesinada por el grupo. En el proceso, Zanas es desenmascarado como Anzar, de quien el grupo se entera de que ha estado trabajando en secreto contra Glaza y L'Oreille para proteger a sus amigos. L'Oreille realiza el Festival de la Cosecha en Nadeset'sya antes de ser asesinado por el grupo de Ten, poniendo fin a la guerra.
Después de las consecuencias, Diluculum revela que fingió su propia muerte y consumió las almas cosechadas del Festival de la Cosecha para restaurar su juventud. Diluculum secuestra a Nares y resucita a los demás generales, transforma a todos menos a L'Oreille en semi-bestias y los envía a arrasar Felicidad, obligando al grupo de Ten a matarlos mientras prepara el Gran Festival de la Cosecha, que cosecharía todas las almas en Felicidad. A través de los sueños clarividentes experimentados por Arche, el grupo se entera de que los arcángeles Diluculum y Eleonora crearon a Felicidad y sus habitantes junto con Dentro, su amigo serafín, después de un levantamiento fallido contra Dios, que consumiría almas humanas para acumular poder; cuando Dios afligió a Eleonora con una maldición que la envejeció rápidamente hasta la muerte, Diluculum consumió su alma para mantener intacta su conexión vital con los Espíritus Elementales, que también le transmitieron su maldición. Enloquecido por el dolor, Diluculum tiene la intención de fortalecerse con las almas de Felicidad para matar a Dios.
Diluculum lanza con éxito el Gran Festival de la Cosecha después de que Dentro le permita absorber su alma. Ten sobrevive al hechizo sacando fuerzas de sus amigos, lo que lo transforma en Hyperion; mientras tanto, la fuerza de Diluculum se deteriora rápidamente debido a que consume el alma de Dentro, sin saber que la vejez de Dentro era un efecto ralentizado de la maldición de Dios. Ten revive a sus amigos y juntos derrotan a Diluculum y restauran a Felicidad junto con las almas perdidas en el Gran Festival de la Cosecha. Ten y sus amigos se convierten en los nuevos líderes de Felicidad, devolviendo la tierra a la prosperidad. Mientras tanto, el mensajero querubín de Dios, Chariel, que se encariñó con la fiesta de Ten mientras estaba disfrazado de Lisan y el trabajador de la tienda Charlot, elige no informar a Dios de la transformación de Ten, lo que evita que Felicidad interfiera.

## Desarrollo y lanzamiento
El juego se anunció en la Marvelous Game Showcase en mayo de 2023 bajo el título Project Magia, con Hiro Mashima diseñando los personajes y monstruos. El título actual se reveló en la siguiente presentación en mayo de 2024 junto con el año de lanzamiento del juego y la secuencia de apertura. El tema principal del juego es "dis-dystopia", una canción de imagen interpretada por Ayane Sakura e Inori Minase como los personajes Arche y Chica, respectivamente.
Farmagia se lanzó en todo el mundo el 1 de noviembre de 2024, publicado por Marvelous para PlayStation 5, Nintendo Switch y Steam. Después del lanzamiento del juego, Marvelous lanzó "aspectos de amigos" semanales para los monstruos del juego como contenido descargable gratuito durante noviembre de 2024.

## Adaptación al anime
Se anunció una adaptación al anime el 20 de junio de 2024. La serie de televisión está animada por Bridge y dirigida por Toshihiko Sano, con Shinji Ishihira como director en jefe, Toshizo Nemoto manejando la composición de la serie, Toshiomi Iizumi diseñando los personajes y Shūhei Mutsuki componiendo la música. El elenco de voces japonés repite sus papeles del juego. La escritura y la dirección del anime están inspiradas en el estilo de Hiro Mashima, el diseñador de personajes del juego, incluidos homenajes a los trabajos anteriores de Mashima, Fairy Tail y Edens Zero.
La serie se estrenó el 10 de enero de 2025 en Tokyo MX y otros canales. El tema de apertura del anime es "Life is Beautiful" interpretado por Asian Kung-Fu Generation, mientras que el tema de cierre es "miss-dystopia" interpretado por Sokoninaru. Crunchyroll obtuvo la licencia de la serie fuera de Asia. Medialink licenció la serie en el Sudeste Asiático y Oceanía (excepto Australia y Nueva Zelanda) para su transmisión en el canal de YouTube de Ani-One Asia.